# Konstantin von Kleist
Konstantin (Karl) Ferdinand Friedrich Baron von Kleist (* 5. November 1812 in Mitau; † 11. August 1886 ebenda) war ein kurländischer Landesbeamter.

## Leben
Nach dem Besuch des Gymnasiums illustre in Mitau begann Konstantin von Kleist 1831 an der Universität Bonn ein Studium der Rechtswissenschaften. Dort wurde er zunächst Mitglied des Corps Curonia und 1832 des Corps Borussia 1834 setzte er sein Studium an der Universität Heidelberg und München fort. Nach Abschluss des Studiums wurde er 1837 Assessor des Hauptmannsgerichts in Goldingen und 1843 Assessor des Selburgschen Hauptmannsgerichts in Jakobstadt. 1846 wurde er zum Hauptmann in Friedrichstadt und 1856 zum Selburgschen Oberhauptmann in Jakobstadt ernannt. Von 1861 bis 1868 war er kurländischer Landmarschall. 1868 wurde er Oberburggraf, 1874 Kanzler und 1878 Landhofmeister des kurländischen Oberhofgerichts in Mitau. Das letzte Amt hatte er bis zu seinem Tode inne. Von 1878 bis 1879 war er auch stellvertretender Präsident des Oberhofgerichts.